# Цяньсянь
Цяньсянь (кит. упр. 乾县, пиньинь Qián xiàn) — уезд городского округа Сяньян провинции Шэньси (КНР). Название уезда происходит от названия существовавшей здесь в средние века области.

## История
Ещё в царстве Цинь в 350 году до н. э. в этих местах был создан уезд Хаочжи (好畤县). Во времена диктатуры Ван Мана он был переименован в Хаои (好邑县), но при империи Восточная Хань ему было возвращено название Хаочжи, а затем он был присоединён к уезду Чиян (池阳县).
При империи Западная Цзинь западная часть уезда Чиян была вновь выделена в уезд Хаочжи. При империи Северная Вэй в 487 году часть уезда Хаочжи, лежащая к западу от реки Могухэ, была выделена в отдельный уезд Моси (漠西县). При империи Северная Чжоу в 574 году уезд Хаочжи был присоединён к уезду Моси. При империи Суй в 598 году уезд Моси был переименован в Хаочжи, а в 607 году был присоединён к уезду Шанъи (上宜县). Западная часть территории современного уезда Цяньсянь тогда входила в уезд Шанъи, а восточная — в уезд Лицюань (醴泉县).
При империи Тан в 619 году из уезда Лицюань был вновь выделен уезд Хаочжи. В 634 году уезд Шанъи был присоединён к уезду Циян (岐阳县). В 647 году были расформированы уезду Циян и Хаочжи, и вновь создан уезд Шанъи. В 684 году на стыке уездов Шанъи и Лицюань был создан уезд Фэнтянь (奉天县); к северу от административного центра уезда был устроен мавзолейный комплекс Цяньлин (乾陵). В 784 году уезд Фэнтянь был подчинён напрямую столичным властям. В 895 году была создана область Цяньчжоу (乾州), власти которой расположились в административном центре уезда Фэнтянь.
При империи Поздняя Лян в 907 году область Цяньчжоу была преобразована в военный округ Вэйшэн (威胜军), но при империи Поздняя Тан в 923 году округ Вэйшэн вновь стал областью Цяньчжоу.
При империи Сун в 1072 году область Цяньчжоу была расформирована, а уезд Фэнтянь перешёл в состав области Личжоу (醴州). В 1078 году область Личжоу была расформирована, а в 1117 году была вновь создана область Цяньчжоу, которая в 1118 году была опять переименована в Личжоу.
После захвата этих мест чжурчжэнями они вошли в состав чжурчжэньской империи Цзинь, и в 1151 году область Личжоу опять была переименована в Цяньчжоу.
После монгольского завоевания уезд Фэнтянь был в 1264 году расформирован, а его земли перешли под непосредственное управление областных структур. При империи Цин область Цяньчжоу была в 1725 году поднята в статусе до «непосредственно управляемой» (то есть стала подчиняться напрямую правительству провинции, минуя промежуточное звено в виде управы).
После Синьхайской революции в Китае была проведена реформа административного деления, и области были упразднены; в 1913 году на землях, ранее напрямую подчинявшимся властям области Цяньчжоу, был создан уезд Цяньсянь.
В 1950 году был создан Специальный район Баоцзи (宝鸡专区), и уезд вошёл в его состав. В 1956 году Специальный район Баоцзи был расформирован, и уезд стал подчиняться напрямую властям провинции. В 1958 году к уезду Цяньсянь были присоединены уезды Лицюань и Юншоу.
В 1961 году был вновь создан Специальный район Сяньян, и восстановленный в прежних границах уезд вошёл в его состав. В 1969 году Специальный район Сяньян был переименован в округ Сяньян (咸阳地区).
В сентябре 1983 года постановлением Госсовета КНР были расформированы округ Сяньян и город Сяньян, и образован городской округ Сяньян.

## Административное деление
Уезд делится на 1 уличный комитет и 15 посёлков.